# جيد تانر
جيمس جيدون 'جيد' تانر (بالإنجليزية: James Gideon "Gid" Tanner)‏ ‏(1885 – 1960) كان عازف كمان أمريكي وأحد أوائل النجوم في ما عرف لاحقاً بموسيقى الكانتري.
وكانت فرقته سكيليت ليكرز Skillet Lickers أحد أكثر الفرق الوترية ابتكاراً وتأثيراً في العشرينات والثلاثينات من القرن العشرين.

## روابط خارجية
- جيد تانر على موقع ميوزك برينز (الإنجليزية)
- جيد تانر على موقع أول ميوزيك (الإنجليزية)
- جيد تانر على موقع ديسكوغز (الإنجليزية)